# Tunjung (Randuagung)
Tunjung is een bestuurslaag in het regentschap Lumajang van de provincie Oost-Java, Indonesië. Tunjung telt 4332 inwoners (volkstelling 2010).